# جين باكارد
جين باكارد (بالإنجليزية: Gene Packard)‏ هو لاعب كرة قاعدة أمريكي، ولد في 13 يوليو 1887 ، في كولورادو سبرينغس في الولايات المتحدة، وتوفي في 18 مايو 1959 في ريفرسايد في الولايات المتحدة.

## وصلات خارجية
- جين باكارد على موقع دوري كرة القاعدة الرئيسي (الإنجليزية)
- جين باكارد على موقعبيزبول رفرنس.كوم (الدوري الرئيسي) (الإنجليزية)
- جين باكارد على موقعبيزبول رفرنس.كوم (الدوري الثانوي) (الإنجليزية)
- جين باكارد على موقع جمعية أبحاث البيسبول الأمريكية (الإنجليزية)